# Engelse drop

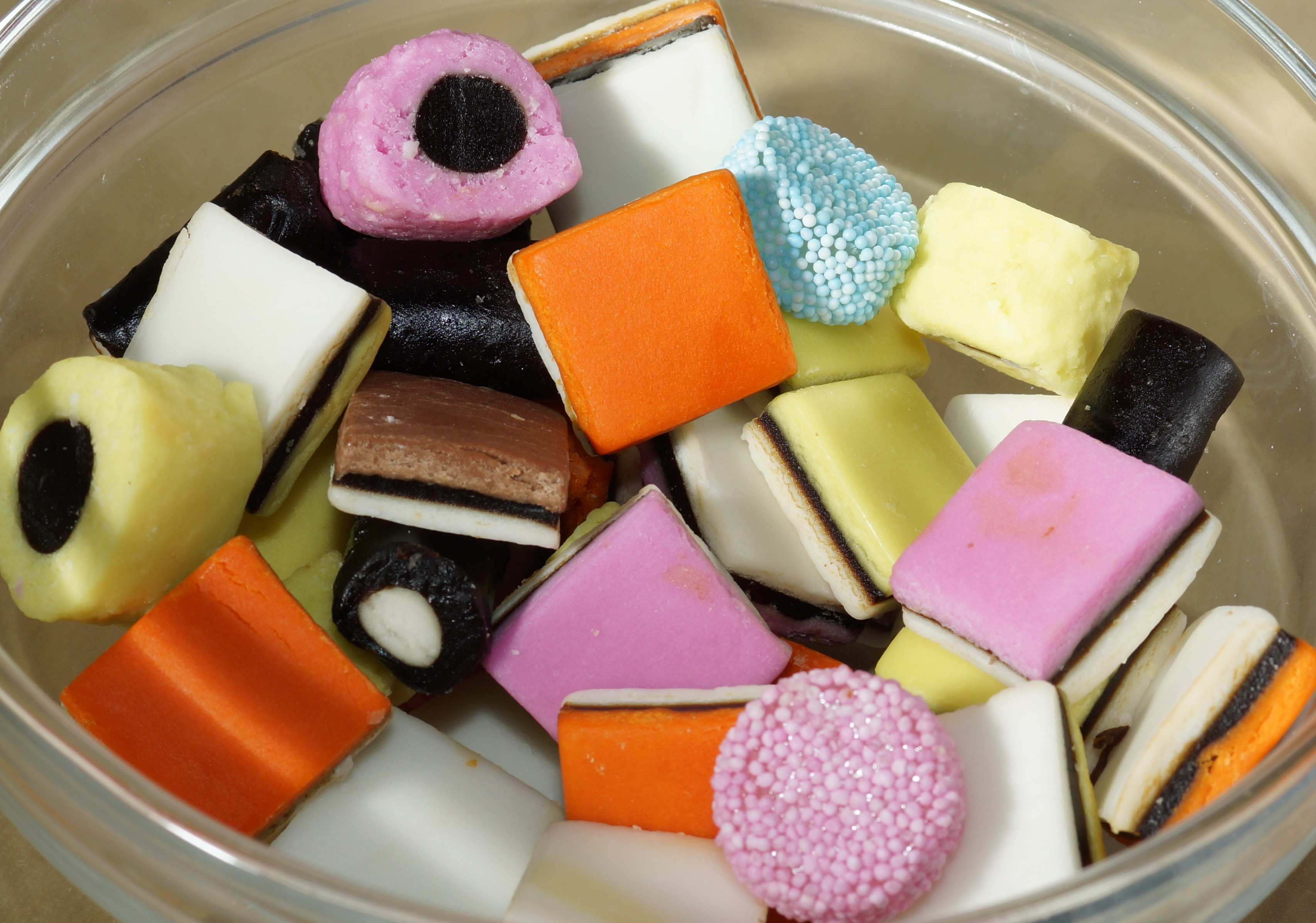
Engelse drop

Engelse drop is een soort snoepgoed dat bestaat uit een mix van verschillende soorten veelkleurige dropjes. De voornaamste ingrediënten zijn suiker, melasse, kokos en anijs. Verder wordt veelal gelatine toegevoegd. Engelse drop werd voor het eerst gefabriceerd in Sheffield, Engeland in 1899, vandaar de naam. In Engeland wordt dit snoepgoed sinds jaar en dag liquorice allsorts genoemd.
Tegenwoordig wordt Engelse drop in verschillende landen geproduceerd, met name in Europa en Noord-Amerika. Op andere continenten is drop over het algemeen minder populair.
Volgens de anekdote over het ontstaan van Engelse drop zou een vertegenwoordiger van een dropfabrikant bij een klant per ongeluk de verschillende soorten drop door elkaar hebben gemengd en was de klant erg tevreden over het onbedoelde resultaat.